# Christophoro Lorenzo Fossati
Christophoro Lorenzo Fossati (ca. 1730 – begravet 10. januar 1774 i København) var en dansk hofstukkatør.
Han var brodersøn af Giovanni-Battista Fossati, hvis enke han ægtede. Fossati uddannedes i dennes værksted. Ved sin onkels død 1756 fortsatte han forretningen og udnævntes efter ansøgning og Lauritz de Thurahs anbefaling til gofstukkatør. Han tog borgerskab 1760.
Fossati stod imidlertid i skyggen af Giulio Gione, og de fleste af hans værker var reparationer. Han var en habil, men ikke stor kunstner.
Han blev gift ifølge bevilling af 24. juni 1757 med Antoinette Louise Lambert (ca. 1714 - begravet 27. september 1776 i København), datter af dansemester Jean-Baptiste Lambert og Sophie Louise Brinckmann. Hun blev gift 1. gang med hofstenhugger Georg Adam Drexel og 2. gang med stukkatør Giovanni-Battista Fossati.
Han er begravet i Trinitatis Kirke.

## Værker
- Stukkaturer i Landetatens Generalkommissariats bygning (1760)
- Christiansborg (1761, brændt 1794)
- Kronborg og Rosenborg (1761)
- Loft i Regaliekammeret på Rosenborg (1762, bevaret)
- Prinsens Palæ (1762)
- Kronborg Kommandantbolig (1762)
- Overslag til stukkaturarbejde i Frederiks V's Kapel i Roskilde Domkirke (1763)
- Overslag til porcelænsfabrikken bag Blåtårn (1764)
- Frederiksberg Slot, Vallø Slot, Søllerødgård (1765)
- Hofteatret på Christiansborg og Prinsens Palæ (1767)
- Marmorbadet på Frederiksberg Slot (1770, efter C.F. Harsdorffs tegning, bevaret)
- Fredensborg Slot (1774)